# Anolis lemniscatus
Anolis lemniscatus е вид влечуго от семейство Dactyloidae.

## Разпространение
Видът е разпространен в Еквадор.